# Guy Fletcher
Guy Fletcher (Kent, Reino Unido, 24 de mayo de 1960) es un músico británico, multiinstrumentista y tecladista de la banda de rock Dire Straits. Colaborador habitual de la carrera en solitario de Mark Knopfler.

## Biografía
Guy nació en el seno de una familia relacionada con el mundo de la música: su tío era un famoso compositor para otros músicos. A comienzos de los años 1980 Guy colaboró con Roxy Music para su gira mundial.
En 1984, Guy conoció a Mark Knopfler en la grabación de la banda sonora de la película Cal (publicada como álbum con el nombre de Cal). Tras ello, Mark le propuso pasar a formar parte de la banda de Knopfler, Dire Straits, como segundo tecladista. De este modo, la banda adquiriría la estructura que mantendría a lo largo de los años, así como en la carrera en solitario de Mark Knopfler: dos guitarristas, dos tecladistas, un bajista y un baterista. Dire Straits publicó entonces Brothers In Arms; su disco más exitoso, lo que les llevó a dar el definitivo empujón a la fama. Guy Fletcher permaneció en la banda hasta su disolución en 1995.
Tras la disolución de la banda, Guy colaboró con Mark Knopfler a lo largo de su carrera en solitario así como en otros proyectos relacionados como la banda de country Notting Hillbillies. Además, Guy ha colaborado como músico de sesión con una larga lista de músicos como Roxy Music, Mick Jagger, Tina Turner, Willy DeVille, Bryan Ferry, Cliff Richard y Difford & Tilbrook.
Guy Fletcher está casado y tiene dos hijos; uno de los cuales, llamado Max, fundó su propia banda The Capulets. The Capulets publicó su primer EP en 2007 con ayuda de Guy.
En 2008 Guy Fletcher ha publicado su primer álbum como solista, llamado Inamorata. En el participan músicos como Mark Knopfler o Danny Cuminngs acompañantes habituales de Guy desde la época de Dire Straits

## Discografía

### ConDire Straits
- Brothers In Arms (1985)
- Money for Nothing [RECOPILATORIO] (1988)
- On Every Street (1991)
- On The Night [DIRECTO] (1993)
- Encores [EP] (1993)
- Sultans of Swing: The Very Best of Dire Straits [RECOPILATORIO] (1998)
- Private Investigations: The Best of Dire Straits & Mark Knopfler [RECOPILATORIO] (2005)

### ConMark Knopfler
- Cal (1984)
- Comfort & Joy [EP] (1984)
- The Princess Bride (1987)
- Last Exit To Brooklyn (1989)
- Neck and Neck [con Chet Atkins] (1990)
- Screenplaying (1993)
- Golden Heart (1996)
- Wag The Dog (1998)
- Metroland (1999)
- Sailing to Philadelphia (2000)
- A Shot At Glory (2002)
- The Ragpicker's Dream (2002)
- Shangri-La (2004)
- The Trawlerman's Song [EP] (2005)
- One Take Radio Sessions [EP] (2005)
- All the Roadrunning [con Emmylou Harris] (2006)
- Real Live Roadrunning [con Emmylou Harris] (2006)
- Kill To Get Crimson (2007)
- Get Lucky (2009)
- Privateering (2012)
- "Tracker (álbum de Mark Knopfler)" (2015)

### ConNotting Hillbillies
- Missing...Presumed Having A Good Time (1990)